# Diloba armena
Diloba armena là một loài bướm đêm trong họ Noctuidae.